# Prova d'intercanvi

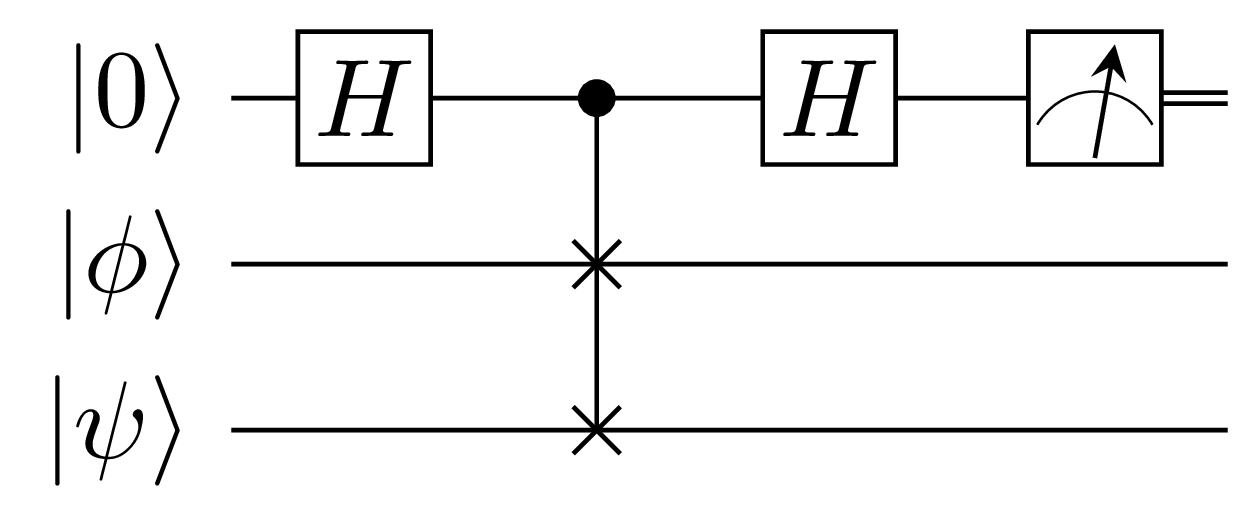
Circuit que implementa la prova d'intercanvi entre dos estats i

La prova d'intercanvi és un procediment de càlcul quàntic que s'utilitza per comprovar quant difereixen dos estats quàntics, que apareix per primera vegada al treball de Barenco et al. i posteriorment redescoberta per Harry Buhrman, Richard Cleve, John Watrous i Ronald de Wolf. Apareix habitualment en l'aprenentatge automàtic quàntic i és un circuit utilitzat per a proves de concepte en implementacions d'ordinadors quàntics.
Formalment, la prova d'intercanvi pren dos estats d'entrada {\displaystyle |\phi \rangle } i {\displaystyle |\psi \rangle } i produeix una variable aleatòria de Bernoulli que és 1 amb probabilitat {\displaystyle \textstyle {\frac {1}{2}}-{\frac {1}{2}}{|\langle \psi |\phi \rangle |}^{2}} (on les expressions aquí utilitzen la notació bra–ket). Això permet, per exemple, estimar el producte interior quadrat entre els dos estats, {\displaystyle {|\langle \psi |\phi \rangle |}^{2}}, a {\displaystyle \varepsilon } error additiu agafant la mitjana {\displaystyle O(\textstyle {\frac {1}{\varepsilon ^{2}}})} execucions de la prova d'intercanvi. Això requereix {\displaystyle O(\textstyle {\frac {1}{\varepsilon ^{2}}})} còpies dels estats d'entrada. El producte interior quadrat mesura aproximadament la "superposició" entre els dos estats i es pot utilitzar en aplicacions algebraiques lineals, inclosa la agrupació d'estats quàntics.

## Explicació del circuit
Considereu dos estats: {\displaystyle |\phi \rangle } i {\displaystyle |\psi \rangle } . L'estat del sistema al començament del protocol és {\displaystyle |0,\phi ,\psi \rangle } . Després de la porta Hadamard, l'estat del sistema és {\displaystyle {\frac {1}{\sqrt {2}}}(|0,\phi ,\psi \rangle +|1,\phi ,\psi \rangle )} . La porta SWAP controlada transforma l'estat en {\displaystyle {\frac {1}{\sqrt {2}}}(|0,\phi ,\psi \rangle +|1,\psi ,\phi \rangle )} . La segona porta Hadamard resulta{\displaystyle {\frac {1}{2}}(|0,\phi ,\psi \rangle +|1,\phi ,\psi \rangle +|0,\psi ,\phi \rangle -|1,\psi ,\phi \rangle )={\frac {1}{2}}|0\rangle (|\phi ,\psi \rangle +|\psi ,\phi \rangle )+{\frac {1}{2}}|1\rangle (|\phi ,\psi \rangle -|\psi ,\phi \rangle )}La porta de mesura del primer qubit assegura que sigui 0 amb una probabilitat de{\displaystyle P({\text{Primer qubit}}=0)={\frac {1}{2}}{\Big (}\langle \phi |\langle \psi |+\langle \psi |\langle \phi |{\Big )}{\frac {1}{2}}{\Big (}|\phi \rangle |\psi \rangle +|\psi \rangle |\phi \rangle {\Big )}={\frac {1}{2}}+{\frac {1}{2}}{|\langle \psi |\phi \rangle |}^{2}}quan es mesura. Si {\displaystyle \psi } i {\displaystyle \phi } són ortogonals {\displaystyle ({|\langle \psi |\phi \rangle |}^{2}=0)}, aleshores la probabilitat que es mesura 0 és {\displaystyle {\frac {1}{2}}} . Si els estats són iguals {\displaystyle ({|\langle \psi |\phi \rangle |}^{2}=1)}, aleshores la probabilitat que es mesura 0 és 1.
En general, per {\displaystyle P} proves de la prova d'intercanvi utilitzant {\displaystyle P} còpies de {\displaystyle |\phi \rangle } i {\displaystyle P} còpies de {\displaystyle |\psi \rangle }, la fracció de mesures que són zero és {\displaystyle 1-\textstyle {\frac {1}{P}}\textstyle \sum _{i=1}^{P}M_{i}}, així que prenent {\displaystyle P\rightarrow \infty }, es pot obtenir una precisió arbitrària d'aquest valor.